# Cymbilaimus
Cymbilaimus és un gènere d'ocells de la família dels tamnofílids (Thamnophilidae).

## Taxonomia
Aquesta família es va separar dels Formicariidae a rel dels estudis de Sibley & Ahlquist (1990), Sibley & Monroe (1990), Harshman (1994), Ridgely & Tudor (1994), AOU (1998), i Zimmer & Isler (2003). Les dades genètiques més recents (Moyle et al. 2009) corroboren aquest resultat. Sibley & Ahlquist (1985, 1990) va trobar que els Thamnophilidae eren germans de totes les altres famílies furnarioides, i aquest resultat ha estat corroborat per altres dades genètiques (Moyle et al. 2009; cf. Irestedt et al. 2002, Chesser 2004). La proposta del South American Classification Committee va passar a canviar la seqüència lineal de les famílies. Dins dels Thamnophilidae, la seqüència lineal actual dels gèneres ja s'ha demostrat que no reflecteix les relacions filogenètiques (Irestedt et al. 2004, Brumfield et al. 2007, Moyle et al. 2009, Isler et al. 2013). La seqüència lineal actual dels gèneres i no reflecteix dades filogenètiques recents.
Segons la Classificació del Congrés Ornitològic Internacional (versió 14.2, 2024) aquest gènere està format per dues espècies:
- Batarà barrat - (Cymbilaimus lineatus).
- Batarà dels bambús - (Cymbilaimus sanctaemariae).